# Dawson Springs
Dawson Springs – miasto w Stanach Zjednoczonych, w stanie Kentucky, w hrabstwie Hopkins.